# Proboj
Proboj är ett samhälle i Bosnien och Hercegovina.   Det ligger i entiteten Federationen Bosnien och Hercegovina, i den södra delen av landet, 100 km sydväst om huvudstaden Sarajevo. Proboj ligger 108 meter över havet och antalet invånare är 726.
Terrängen runt Proboj är kuperad åt sydväst, men åt nordost är den platt.Närmaste större samhälle är Radišići, 1,9 km sydost om Proboj. 
Runt Proboj är det ganska tätbefolkat, med 93 invånare per kvadratkilometer.